# Kalex
Kalex Engineering är ett tyskt specialteknikföretag som designar, tillverkar och säljer högpresterande delar för motorcyklar. Kalex Engineering grundades 2008 i den bayerska staden Bobingen, Tyskland av Klaus Hirsekorn och Alex Baumgärtel.

## Företagshistoria
Namnet Kalex skapades genom att slå samman de två förnamnen på företagets grundare, Klaus Hirsekorn och Alex Baumgärtel.
Säsongen 2010 ersattes 250GP med Moto 2 i Grand Prix Roadracing. Den nya klasen var med fyrtaktsmotorcyklar med en 600-kubiks standardmotorfrån Honda. Kalex Engineering deltog från början i den nya Moto2-klassen genom att tillhandahålla sina chassier till Pons Racing-teamet. Stefan Bradl blev den första föraren att uppnå en världmästarstitel med ett Kalex-chassi när han vann Moto2-klassen 2011 för Viessmann Kiefer Racing-teamet.
Kalex vann världsmästerskapet för konstruktörer 2013 när stall som använde deras chassi slutade på de fyra bästa platserna i mästerskapet. Under säsongen 2015 vann Kalex-förarna alla utom ett lopp och tog de tre bästa platserna och nio av de tio främsta platserna i den totala ställningen. Förare som använde Kalex-chassit dominerade Roadracing-VM 2016, vann alla 18 omgångarna och tog de nio bästa positionerna i säsongens slutliga ställning.
Efter bytet till motorer av Triumph från 2019 fortsatte Kalex att dominera Moto2-klassen.

## Grand Prix Racing resultat

### Placering i världsmästerskapet för konstruktörer
| Säsong | Poäng | Placera |
| ------ | ----- | ------- |
| 2010   | 81    | 7:a     |
| 2011   | 281   | 2:a     |
| 2012   | 320   | 2:a     |
| 2013   | 392   | 1:a     |
| 2014   | 430   | 1:a     |
| 2015   | 445   | 1:a     |
| 2016   | 450   | 1:a     |
| 2017   | 427   | 1:a     |
| 2018   | 407   | 1:a     |
| 2019   | 442   | 1:a     |
| 2020   | 375   | 1:a     |
| 2021   | 450   | 1:a     |
| 2022   | 477,5 | 1:a     |
| 2023   | 463   | 1:a     |

Under 2016, 2020 och 2021 har Kalex-maskiner vunnit alla lopp under säsongen och uppnått maximalt antal poäng totalt.

### Moto2 förarvärldsmästare på Kalex
| Säsong | Förare            | Poäng |
| ------ | ----------------- | ----- |
| 2011   | Stefan Bradl      | 274   |
| 2013   | Pol Espargaró     | 265   |
| 2014   | Tito Rabat        | 346   |
| 2015   | Johann Zarco      | 352   |
| 2016   | Johann Zarco      | 276   |
| 2017   | Franco Morbidelli | 308   |
| 2018   | Francesco Bagnaia | 306   |
| 2019   | Alex Márquez      | 262   |
| 2020   | Enea Bastianini   | 205   |
| 2021   | Remy Gardner      | 311   |
| 2022   | Augusto Fernandez | 271,5 |
| 2023   | Pedro Acosta      | 332,5 |